# لوسيا
لوسيا (بالإسبانية: Lucía)‏ هي مغنية إسبانية، ولدت في 2 أبريل 1964 في إشبيلية في إسبانيا.

## وصلات خارجية
- لوسيا على موقع IMDb (الإنجليزية)
- لوسيا على موقع ميوزك برينز (الإنجليزية)